# Contatos Imediatos do IV Graal – A Odisseia de Chico Vareta no Reino de Agartha
Contatos Imediatos do IV Graal – A Odisseia de Chico Vareta no Reino de Agartha, ou simplesmente Contatos Imediatos do IV Graal, é um filme de 1978 de Toninho Buda e Antônio Guedes. Possui trilha sonora de Raul Seixas e tem 33 minutos de duração.
O filme relata rituais religiosos, inclusive com sacrifício de animais, baseado nos ensinamentos do ocultista inglês Aleister Crowley.
Ele foi exibido pela primeira vez no I Festival de Cinema Super/8 de Juiz de Fora e recebeu o 1o Lugar na Categoria Experimental.
Tornou-se notório após ter várias cenas aparecendo no filme Raul - O Início, o Fim e o Meio. Os produtores do documentário sobre o músico brasileiro verificaram que Contatos Imediatos do IV Graal é o único filme de propaganda da Sociedade Alternativa existente. Assim, eles colocaram mais de 20 cenas no filme do Raul.
| “ | “São as cenas mais chocantes do documentário, as pessoas que já viram ficam horrorizadas. A cena ‘O Sacrilégio de Baphomet’ representa a morte do deus Pan, das florestas, da natureza. Pena que esta cena esteja sendo interpretada como magia negra, pois ela representa exatamente o que a sociedade está fazendo com a natureza” | ” |

Toninho Buda afirmou que “este filme é um deboche direcionado a todos os tipos de religião, mas também um deboche de todo tipo de bruxaria e magia negra. Pois eu não acredito em absolutamente nada desses sistemas que considero de pura manipulação da credulidade alheia.”

## Sinopse
| “ | "O filme conta a história de dois seres extraterrestres (interpretados por Toninho e Guedes) que visitam regularmente a Terra, vindos de uma galáxia distante. Os extraterrestres fazem uma visita ao planeta, veem que a situação não está muito boa e decidem consertar a humanidade, que reage por meio de cinco batalhas: 1ª) A universidade; 2ª) O casamento negro; 3ª) Na cidade; 4ª) Batalha rural contra a resignação bovina; 5ª) No templo da loucura. Os extraterrestres, que passam por todos esses locais divulgando a Sociedade Alternativa, conseguem cumprir sua missão de tornar a Terra um planeta melhor de se viver e, assim, retornam à galáxia de onde vieram." | ” |

## Prêmios e Indicações
- 1978 - I Festival de Cinema Super/8 de Juiz de Fora: 1o Lugar na Categoria Experimental